# San Francesco davanti al Sultano
San Francesco davanti al Sultano (o Prova del fuoco) è l'undicesima delle ventotto scene del ciclo di affreschi delle Storie di san Francesco della Basilica superiore di Assisi, attribuiti a Giotto. Fu dipinta verosimilmente tra il 1295 e il 1299 e misura 230x270 cm.

## Descrizione e stile
Questo episodio appartiene alla serie della Legenda maior (IX,8) di san Francesco: "Quando il beato Francesco per la fede in Cristo volle entrare in un grande fuoco coi sacerdoti del Sultano di Babilonia; ma nessuno di loro volle entrare con lui, e subito tutti fuggirono dalla sua vista."
San Francesco si recò realmente in oriente con la Quinta Crociata ed incontrò il sultano ayyubide al-Malik al-Kamil. L'incontro tra i due personaggi è sicuramente avvenuto mentre è controversa la versione secondo la quale san Francesco abbia tentato di convertire il sultano, che rimase comunque colpito dalla figura del santo. La prova del fuoco cui si sottopose volontariamente Francesco gli fece guadagnare molta stima da parte del sultano e della corte.
Francesco si rivolse allora al fuoco, sfidando ad attraversarlo incolume per dimostrare la verità della fede in Gesù Cristo per la quale è assicurata la protezione di Dio, mentre il gruppo dei consiglieri del sultano, ritratti secondo l'iconografia degli Ebrei, appare sorpreso e spaventato. Anche in questo caso, come in altre scene, l'architettura dello sfondo ha il ruolo di coordinare la scansione dei gruppi e quindi facilitare la lettura della scena. Dei preziosi inserti metallici che decorano i bassorilievi alla base del trono restano oggi solo alcune tracce. 
Alcuni attribuiscono questa scena a Memmo di Filippuccio o al maestro della volta dei Dottori della Chiesa, oppure viene rilevata una stesura in gran parte non autografa.